# Kim Ngọc
Kim Ngọc (1917-1979) là nguyên Bí thư Tỉnh ủy tỉnh Vĩnh Phúc, ông được mệnh danh là "cha đẻ của khoán hộ" mà người ta quen gọi là "khoán mười", "cha đẻ của Đổi mới trong nông nghiệp" ở Việt Nam.

## Cuộc đời và sự nghiệp
Ông tên thật là Kim Văn Nguộc, sinh ngày 10 tháng 10 năm 1917 tại thôn Đại Nội, Bình Định, Yên Lạc, Vĩnh Phúc.
Năm 1939, ông gia nhập Đảng Cộng sản Việt Nam.
Năm 1946 ông làm Bí thư Huyện ủy Tam Dương.
Năm 1947 ông làm Tỉnh ủy viên Tỉnh ủy Vĩnh Yên.
Năm 1950 ông làm Bí thư Huyện ủy Bình Xuyên.
Ông từng làm Phó Bí thư Tỉnh ủy Bắc Giang, từng tham gia khu ủy Việt Bắc;
Năm 1954 ông là Phó Chính ủy Quân khu Việt Bắc, Chính ủy Cục Công binh, sau đó là Cục trưởng Cục Dân quân tự vệ.
Đến năm 1958 là Bí thư Tỉnh ủy tỉnh Vĩnh Phúc (từ tháng 3 năm 1952 đến tháng 10 năm 1955 và từ tháng 1 năm 1959 đến 1968).
Kim Ngọc được bầu là đại biểu Quốc hội Việt Nam khóa II (từ 1960 đến 1964) và là trưởng đoàn đại biểu quốc hội của tỉnh Vĩnh Phúc.
Năm 1968 hai tỉnh Vĩnh Phúc và Phú Thọ sáp nhập thành tỉnh Vĩnh Phú, ông tiếp tục giữ chức vụ Bí thư tỉnh ủy Vĩnh Phú cho đến năm 1977.
Tháng 5 năm 1977, tại Đại hội Đại biểu Đảng bộ tỉnh Vĩnh Phú lần thứ III, Kim Ngọc xin rút khỏi chức bí thư Tỉnh ủy Vĩnh Phú.
Năm 1978, Kim Ngọc chính thức về hưu.
Ngày 26 tháng 5 năm 1979 Kim Ngọc mất ở tuổi 62 tại Bệnh viện Hữu nghị Việt - Đức, Hà Nội.
Kim Ngọc là người khởi xướng việc "khoán hộ" trong nông nghiệp ở Việt Nam vào thập niên 60 của thế kỷ 20. Thời kỳ đó do áp dụng mô hình tổ chức kinh tế tập thể của Liên Xô, lại đang trong hoàn cảnh chiến tranh cần đề cao tinh thần tập thể, nên các nhân vật cấp cao trong đảng Cộng sản đã không ủng hộ phương thức khoán hộ. Kim Ngọc phải làm kiểm điểm và tự nhận "có sai lầm nghiêm trọng trong khoán hộ". Tuy nhiên, ông vẫn được tiếp tục bầu làm bí thư tỉnh uỷ.
Theo lời ông Nguyễn Thành Tô, thư ký riêng của Kim Ngọc, thì ông chưa bao giờ bị kỷ luật, kể cả trong khoán hộ mà "chỉ" bị làm bản kiểm điểm và tự phê bình nghiêm túc, sau khi có chỉ đạo trực tiếp của Trường Chinh, lúc bấy giờ là Chủ tịch Quốc hội.

### Quan điểm
| “          | Xã viên không coi ruộng đất là của mình nên họ chẳng thiết tha gì với đồng ruộng. Phải để nông dân làm chủ mảnh đất của mình. | ” |
| — Kim Ngọc | |   |

| “          | Không thể bỏ khoán hộ. Phải tìm mọi cách duy trì dưới mọi hình thức khác nhau. | ” |
| — Kim Ngọc |                                                                                |   |

### Cống hiến
Cách khoán của Khoán hộ
1. Khoán cho hộ làm một khâu hoặc nhiều khâu sản xuất trong một thời gian dài;
2. Khoán cho hộ các khâu dài ngày hoặc suốt vụ;
3. Khoán sản lượng cho hộ, cho nhóm;
4. Khoán trắng ruộng đất cho hộ - Hình thức khoán trắng đơn giản, dễ tính toán nên được nông dân hưởng ứng rầm rộ và tự nó đã thành phong trào quần chúng rộng rãi trong toàn tỉnh Vĩnh Phúc. Có thể nói khoán hộ là bước mở đầu cho một tư duy mới về quản lý kinh tế hợp tác xã.[5]

Sáng kiến "khoán hộ" hay "Cải tiến công tác quản lý lao động hợp tác xã" năm 1966 và cho đến năm 1977-1978 Sáng kiến khoán hộ được áp dụng tại Đoàn Xá - Kiến Thụy - Hải Phòng, khi đó Đảng ủy xã Đoàn Xá với ông Phạm Hồng Thưởng làm Phó bí thư Đảng ủy đã có quyết định "xé rào" thực hiện "khoán chui" cho nông dân giao thí điểm 20% diện tích cho các hộ trồng lúa, cuối vụ đó bà con bội thu., Sau những mô hình đó  đã dẫn đến việc ngày 3/1/1981 Ban bí thư ra Chỉ thị 100 về Thực hiện khoán sản phẩm trong nông nghiệp trên toàn quốc. Sau đó, đến năm 1988 thì Bộ Chính trị ra Nghị quyết 10 về Đổi mới quản lý kinh tế nông nghiệp hay còn được gọi là "Khoán 10", tháo bỏ sự ràng buộc, kìm hãm của cơ chế quản lý lạc hậu, đưa Việt nam bao năm thiếu ăn trở thành nước xuất khẩu gạo thứ hai trên thế giới. Nghị quyết 10 hoàn toàn dựa trên những kinh nghiệm đúc kết của nhiều tỉnh thành Việt Nam đã âm thầm áp dụng khoán hộ của Kim Ngọc.

### Phong cách làm việc
Thời gian biểu làm việc của Kim Ngọc:
1/3 thời gian dành cho việc đi thực tế ở các cơ sở;
1/3 thời gian dành cho việc đọc các loại sách báo, văn bản;
1/3 thời gian dành cho các cuộc hội họp.

## Đánh giá
| “                 | Công lao anh Kim Ngọc thật lớn, cần phải dựng tượng để tỏ lòng biết ơn con người như anh Kim Ngọc. | ” |
| — Nguyễn Văn Linh | |   |

| “                          | Nông dân ta no ấm, trước hết là nhờ ơn Đảng, ơn Bác Hồ. Nhưng trong quá trình xây dựng đất nước thì chúng ta phải cảm ơn Kim Ngọc, một đảng viên sáng tạo, dám chịu trách nhiệm đến cùng trước nhân dân... Đất nước phải biết ơn anh Kim Ngọc. Một người tâm huyết dám đưa ra cái mới, đến bây giờ đất nước có phát triển là nhờ có lúa gạo mà anh Ngọc đã đi tiên phong... | ” |
| — Đại tướng Võ Nguyên Giáp | |   |

| “                                                                          | Bài học về khoán hộ ở Vĩnh Phú mãi còn giá trị, không phải ở cách cụ thể mà đồng chí Kim Ngọc giải quyết mà là ở chỗ ông đồng cảm sâu sắc trước tình cảnh đói nghèo của người dân, cùng đau nỗi đau của họ và dám tháo bỏ những quy định mà thực tiễn đã chứng tỏ không phù hợp để thúc đẩy phát triển. | ” |
| — Nguyên Bộ trưởng Bộ Thương mại (nay là Bộ Công thương) Trương Đình Tuyển | |   |

## Tôn vinh
Nhiều nhà lãnh đạo cấp cao của Việt Nam về công tác Vĩnh Phúc hoặc đi ngang qua đều vào nhà thắp hương cho Kim Ngọc. Các đoàn đại biểu ở các tỉnh, nhất là các tỉnh phía Nam, có nhiều đảng viên cộng sản lão thành, khi thắp hương cho Kim Ngọc đã ứa nước mắt.
Năm 1995, ghi nhận những đóng góp công lao, trí tuệ của ông cho sự nghiệp đổi mới của cách mạng Việt Nam, Nhà nước Việt Nam đã truy tặng Huân chương Độc lập hạng Nhất cho Kim Ngọc.
Năm 1996, hai ngôi trường nơi ông sinh ra ở xã Bình Định, huyện Yên Lạc được đặt tên ông. Năm 2005, một trong những con đường đẹp nhất của thành phố Vĩnh Yên cũng được mang tên ông.
Năm 2004, Tỉnh ủy Vĩnh Phúc của Đảng Cộng sản Việt Nam tặng gia đình ông bức tượng tạc bằng đồng nặng tới 45 kg để biểu thị lòng kính trọng Kim Ngọc.
Năm 2009, ông được Nhà nước truy tặng Huân chương Hồ Chí Minh.
Từ ngày 27/9/2010-21/1/2011, Ban sản xuất các chương trình phim truyện của VTV có cho ra đời bộ phim truyền hình 50 tập "Bí thư Tỉnh ủy" lấy nguyên mẫu cuộc đời ông.

## Gia đình
Phu nhân là bà Lê Thị Liên (sinh 1921); vợ chồng ông có sáu người con.
Con trưởng là Kim Sơn (sinh năm 1945) tốt nghiệp kỹ sư chế tạo máy tại CHDC Đức, nguyên Phó Giám đốc Trung tâm xúc tiến thương mại Sở Thương mại Vĩnh Phúc. Con trai thứ ba là Luật gia Kim Nam (sinh năm 1954) tốt nghiệp ngành Luật nguyên Giám đốc Sở Tư pháp Vĩnh Phúc, nguyên Bí thư Thị ủy Vĩnh Yên, nguyên Trưởng Công an Thị Xã Vĩnh Yên.